# Devils Wrocław
I Devils Wrocław sono stati una squadra di football americano di Breslavia, in Polonia. Aperti nel 2005, si sono fusi nel 2013 con i Giants Wrocław per fondare i Panthers Wrocław. Hanno vinto un titolo nazionale.

## Dettaglio stagioni

### Tornei nazionali

#### Campionato

##### PLFA/PLFA I/Topliga
| Stagione | regular season | regular season | regular season | regular season | regular season | regular season | playoff | playoff | playoff | playoff | playoff | playoff        | playoff          |
|          | Vin            | Par            | Per            | Tot            | PF             | PS             | Vin     | Per     | Tot     | PF      | PS      | risultato      | avversaria       |
| -------- | -------------- | -------------- | -------------- | -------------- | -------------- | -------------- | ------- | ------- | ------- | ------- | ------- | -------------- | ---------------- |
| 2007     | 3              | 0              | 3              | 6              | 146            | 86             | -       | -       | -       | -       | -       | -              | -                |
| 2008     | 4              | 0              | 3              | 7              | 121            | 91             | 0       | 1       | 1       | 20      | 24      | Semifinale     | Pomorze Seahawks |
| 2009     | 3              | 0              | 4              | 7              | 111            | 172            | 1       | 0       | 1       | 28      | 0       | Non retrocessi | Torpedy Łódź     |
| 2010     | 7              | 0              | 0              | 7              | 324            | 70             | 2       | 0       | 2       | 80      | 34      | Campioni       | The Crew Wrocław |
| 2011     | 8              | 0              | 1              | 9              | 400            | 78             | 1       | 1       | 2       | 57      | 40      | Superfinał     | The Crew Wrocław |
| 2012     | 7              | 0              | 3              | 10             | 369            | 163            | 0       | 1       | 1       | 20      | 37      | Semifinale     | Warsaw Eagles    |
| 2013     | 9              | 0              | 1              | 10             | 405            | 138            | 0       | 1       | 1       | 6       | 21      | Semifinale     | Warsaw Eagles    |
| Totale   | 41             | 0              | 15             | 56             | 1876           | 798            | 4       | 4       | 8       | 211     | 156     |                |                  |

Fonti: Enciclopedia del Football - A cura di Roberto Mezzetti

##### PLFA II (terzo livello)
| Stagione | regular season | regular season | regular season | regular season | regular season | regular season | playoff | playoff | playoff | playoff | playoff | playoff   | playoff            |
|          | Vin            | Par            | Per            | Tot            | PF             | PS             | Vin     | Per     | Tot     | PF      | PS      | risultato | avversaria         |
| -------- | -------------- | -------------- | -------------- | -------------- | -------------- | -------------- | ------- | ------- | ------- | ------- | ------- | --------- | ------------------ |
| 2012     | 4              | 0              | 2              | 6              | 167            | 80             | -       | -       | -       | -       | -       | -         | -                  |
| 2013     | 4              | 0              | 2              | 6              | 164            | 59             | 2       | 1       | 3       | 53      | 34      | Finale    | Królewscy Warszawa |
| Totale   | 8              | 0              | 4              | 12             | 331            | 139            | 2       | 1       | 3       | 53      | 34      |           |                    |

Fonti: Enciclopedia del Football - A cura di Roberto Mezzetti

##### PLFA8
| Stagione | regular season | regular season | regular season | regular season | regular season | regular season | playoff | playoff | playoff | playoff | playoff | playoff   | playoff        |
|          | Vin            | Par            | Per            | Tot            | PF             | PS             | Vin     | Per     | Tot     | PF      | PS      | risultato | avversaria     |
| -------- | -------------- | -------------- | -------------- | -------------- | -------------- | -------------- | ------- | ------- | ------- | ------- | ------- | --------- | -------------- |
| 2011     | 4              | 0              | 0              | 4              | 123            | 36             | 1       | 1       | 2       | 44      | 36      | Finale    | Warsaw BEagles |
| Totale   | 4              | 0              | 0              | 4              | 123            | 36             | 1       | 1       | 2       | 44      | 36      |           |                |

Fonti: Enciclopedia del Football - A cura di Roberto Mezzetti

#### Campionati giovanili

##### PLFAJ
| Stagione | regular season | regular season | regular season | regular season | regular season | regular season | playoff | playoff | playoff | playoff | playoff | playoff     | playoff       |
|          | Vin            | Par            | Per            | Tot            | PF             | PS             | Vin     | Per     | Tot     | PF      | PS      | risultato   | avversaria    |
| -------- | -------------- | -------------- | -------------- | -------------- | -------------- | -------------- | ------- | ------- | ------- | ------- | ------- | ----------- | ------------- |
| 2013     | 2              | 0              | 2              | 4              | 76             | 66             | 2       | 1       | 3       | 38      | 36      | Terzo posto | Tychy Falcons |
| Totale   | 2              | 0              | 2              | 4              | 76             | 66             | 2       | 1       | 3       | 38      | 36      |             |               |

Fonti: Enciclopedia del Football - A cura di Roberto Mezzetti

### Tornei internazionali

#### EFAF Challenge Cup
| Stagione | regular season | regular season | regular season | regular season | regular season | regular season | playoff | playoff | playoff | playoff | playoff | playoff   | playoff    |
|          | Vin            | Par            | Per            | Tot            | PF             | PS             | Vin     | Per     | Tot     | PF      | PS      | risultato | avversaria |
| -------- | -------------- | -------------- | -------------- | -------------- | -------------- | -------------- | ------- | ------- | ------- | ------- | ------- | --------- | ---------- |
| 2009     | 0              | 0              | 3              | 3              | 13             | 160            | -       | -       | -       | -       | -       | -         | -          |
| Totale   | 0              | 0              | 3              | 3              | 13             | 160            | -       | -       | -       | -       | -       |           |            |

Fonti: Enciclopedia del Football - A cura di Roberto Mezzetti

### Riepilogo fasi finali disputate
| Anno              | Luogo     | Evento      | Fase del torneo      | Incontro                              | Risultato |
| 5 ottobre 2008    | Danzica   | Polish Bowl | Semifinale           | Pomorze Seahawks - Devils Wrocław     | 24 - 20   |
| 8 novembre 2009   | Breslavia | Polish Bowl | Playout              | Devils Wrocław - Torpedy Łódź         | 28 - 0    |
| 24 luglio 2010    | Breslavia | Polish Bowl | Finale               | Devils Wrocław - The Crew Wrocław     | 26 - 21   |
| 17 luglio 2011    | Bielawa   | Superfinał  | Finale               | The Crew Wrocław - Devils Wrocław     | 27 - 26   |
| 8 ottobre 2011    | Varsavia  | PLFA8       | Finale               | Warsaw BEagles - Devils Wrocław B     | 22 - 14   |
| 1º luglio 2012    | Varsavia  | Superfinał  | Semifinale           | Warsaw Eagles - Devils Wrocław        | 37 - 20   |
| 29 giugno 2013    | Breslavia | Superfinał  | Semifinale           | Devils Wrocław - Warsaw Eagles        | 6 - 21    |
| 29 settembre 2013 | Bielawa   | PLFAJ       | Finale 3º - 4º posto | Tychy Falcons - Devils Wrocław        | 8 - 12    |
| 19 ottobre 2013   | Varsavia  | PLFA II     | Finale               | Królewscy Warszawa - Devils Wrocław B | 20 - 15   |

## Palmarès
- 1 SuperFinał  (2010)